# 山蔭徳法
山蔭 徳法（やまかげ とくのり、1966年4月2日 - ）は、岩手県出身の元プロ野球選手（投手）。

## 来歴・人物
盛岡商業高では猪久保吾一とバッテリーを組み、3年夏の県大会では同年春の選抜でベスト4に進出した大船渡高に準々決勝で惜敗した。
1984年のプロ野球ドラフト会議で日本ハムファイターズから4位指名を受け入団。
一軍出場のないまま、1987年に現役を引退した。
引退後は日本ハムの打撃投手を経て、岩手県の社会人野球・クラブチームの盛友クラブに参加していた。

## 詳細情報

### 年度別投手成績
- 一軍公式戦出場なし

### 背番号
- 43 （1985年 - 1987年）
- 71 （1988年 - 1989年）
- 91 （1990年 - 1993年）